# Ceratagallia modesta
Ceratagallia modesta är en insektsart som beskrevs av Hamilton 1998. Ceratagallia modesta ingår i släktet Ceratagallia och familjen dvärgstritar. Inga underarter finns listade i Catalogue of Life.